# Patrick Burtschell
Patrick Burtschell, dit Bouboule, né le 22 septembre 1946 à Lille, est un joueur français de hockey sur gazon de 1,75 m pour 80 kg, ayant évolué au poste d'arrière.

## Palmarès
- 125 sélections en équipe de France ;
- 1re sélection le 24 avril 1964 ;
- Participation aux Jeux olympiques d'été à Mexico en 1968 (10e), et aux Jeux olympiques d'été à Munich en 1972 (12e) ;
- Participation à la 1re victoire de l'équipe de France sur celle de l'Inde, en janvier 1965 lors d'une tournée de cinq semaines dans ce pays (il marque le tout premier but de ce séjour, avec au programme 11 matchs face à l'équipe nationale) ;
- 4e du 1er Championnat d'Europe de hockey sur gazon, en 1970 à Bruxelles ;
- Champion de France sur gazon avec le Lille Métropole Hockey Club (LMHC) : en 1964, 1965, et 1966 ;
- Champion de France en salle avec le LMHC : 1970, 1971, et 1974 ;
- Coupe de France de hockey sur gazon avec le LMHC : à deux reprises (dont 1977).